# Bolsa de Copenhague

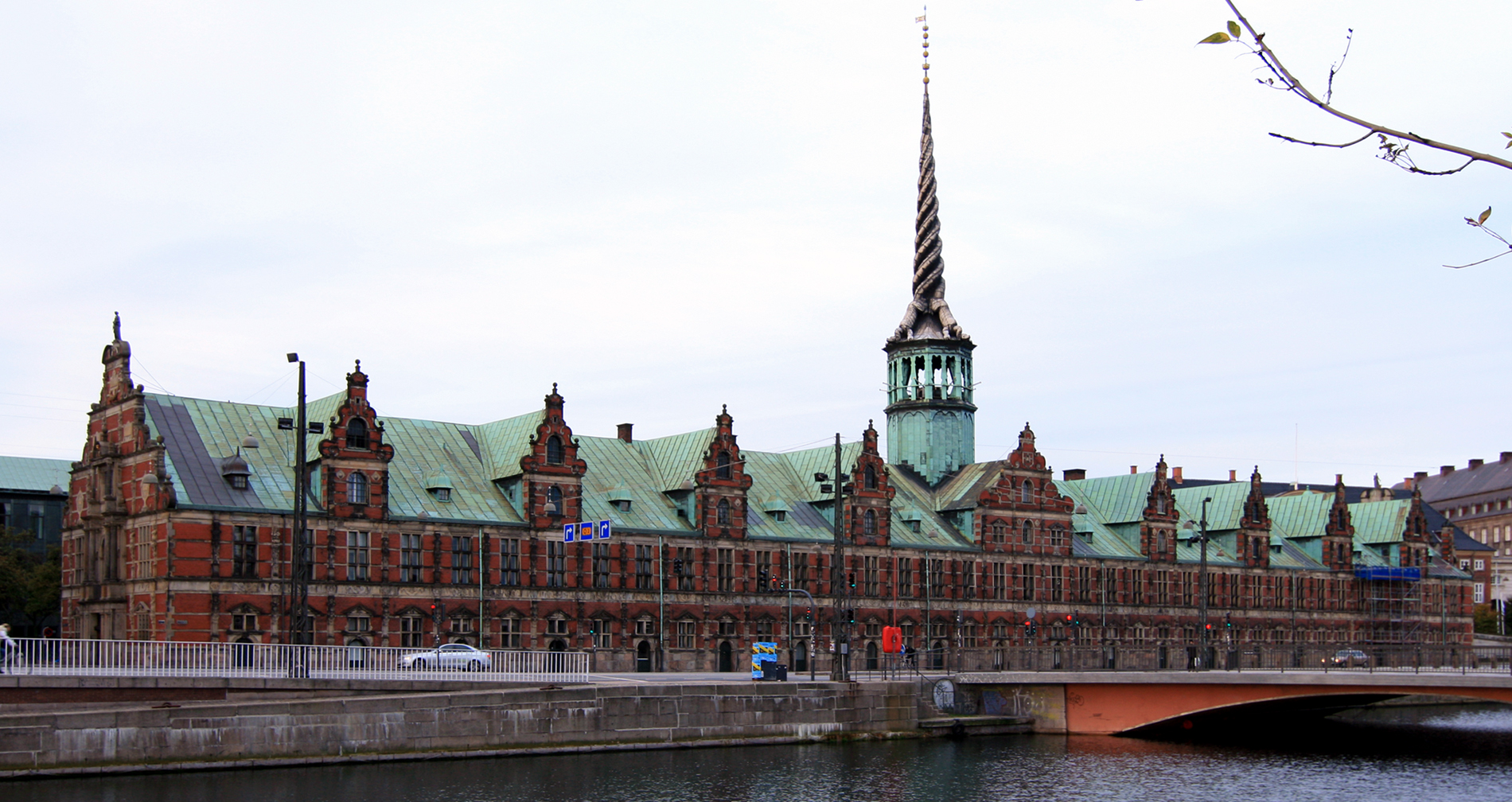
Este edificio, Børsen, albergó la bolsa de Copenhague hasta 1974.

La bolsa de Copenhague (en danés: Københavns Fondsbørs; en inglés: Copenhagen Stock Exchange, CSE) es un mercado internacional para acciones, bonos, bonos del tesoro, monedas, futuros financieros y opciones danés. Es también una de las bolsas de valores del OMX, que fue fundado en 2003 y desde febrero de 2008, es parte del Grupo NASDAQ OMX.

## Antecedentes y estructura
El mercado de valores fue convertido en compañía limitada en 1996 en una proporción del capital emitido 60-20-20 entre miembros, tenedores de acciones y tenedores de bonos. En 1997 el FUTOP Clering Center A/S, el mercado de derivados danés, se convirtió en una subsidiaria enteramente de la bolsa de Copenhague. En 1998, la bolsa de Copenhague y la bolsa de Estocolmo formaron la Alianza NOREX, un paso para el establecimiento de un mercado de valores nórdico. La sesiones normalmente son entre las 09:00 a. m. y las 05:00 p. m. todos los días excepto sábados, domingos y festivos declarados con antelación.

## Índices de la bolsa de Copenhague
El C25 Index es un índice de mercado ponderado que comprende 25 empresas danesas catalogadas blue chip, lanzado para el intercambio comercial de futuros y opciones (miembros del C25 incluyen el Grupo A.P. Møller-Mærsk). El KFX Index comprende empresas en crecimiento en los sectores médico, telecomunicaciones, biotecnología, y tecnologías de la información en los mercados bursátiles KVX Growth Market. El KAX Index incluye todos los valores de la bolsa, y fue introducido en 2001 para reemplazar el antiguo índice equivalente. Cumple con la Norma de Clasificación Industrial Global desarrollada por Morgan Stanley Dean Witter y Standard & Poor's.

### Empresas que cotizan en la bolsa
- DLR Kredit